# باردا بوئیلاس
باردا بوئیلاس، استراتیگوس خالدیا بود. او در سال ۹۲۳ میلادی به خاطر توطئه برای براندازی امپراتور رومانوس یکم لیکاپنوس دستگیر شد.